# Каменный ящик

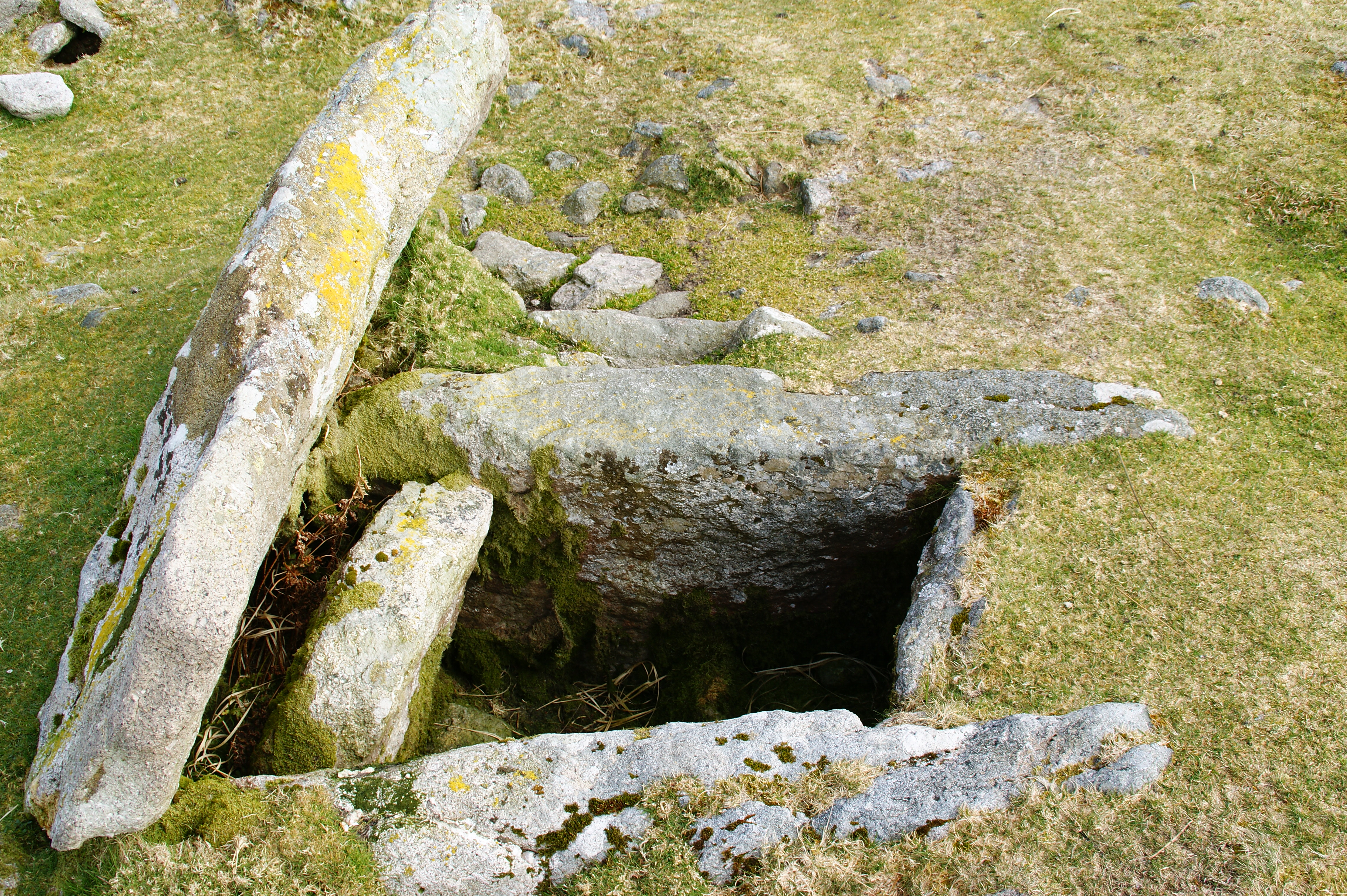
Каменный ящик в Англии

Ка́менный я́щик или кист (англ. cist) — вид погребального сооружения, гробницы. Сооружается из каменных плит ниже поверхности почвы или в кургане. Редко крыша находится на уровне земной поверхности. Обычно ящики имеют прямоугольную, реже квадратную или овальную форму. Создавались в различных регионах с периода бронзового века для захоронения одного человека или группы, и были известны во множестве археологических культур. Часто относится к категории мегалитов.

## Устройство
Минимально ящик может быть сложен из четырёх вертикально стоящих плит и перекрытия. Пол обычно не имеет покрытия. Но существуют различные варианты использования для стен и потолка более мелких плит. Также варьирует их толщина, что обычно зависит от толщины слоистой каменной породы в окрестностях. При необходимости плиты могут и вытёсываться. Часто стены набираются плитняком случайной формы. В других вариантах уделяется внимание герметичности, для чего плиты тщательно подгоняются и используется промазка швов глиной. В отличие от дольменов, каменные ящики за редким исключением не подразумевают последующих обрядовых посещений или совершения новых погребений, поэтому они и не имеют входных отверстий. В зависимости от принятого в культуре ритуала, над ящиком мог сооружаться курган. Подобные памятники известны в большинстве регионов мира. А их отсутствие часто объясняется просто отсутствием подходящего камня. При этом часто камень заменяет обкладка могилы из дерева, в виде сруба, досок или плетня/рогожи.

## Некоторые региональные варианты
В Крыму и на юге Украины наиболее известны каменные ящики кеми-обинской культуры раннего бронзового века. В Крыму распространены каменные ящики кизил-кобинской культуры или тавров раннего железа. Первые не только тщательно сделаны, но часто имеют в камере цветную или монохромную геометрическую роспись или рельефный декор, а таврские ящики использовались для многократных подзахоронений.
Из всех многочисленных кавказских вариантов каменных ящиков выделяется уникальный метод с помещением грубого каменного ящика в камеру дольмена. Такой метод практиковался средневековыми аланами в горах Карачаево-Черкесии. Для майкопской культуры ранней бронзы подобные погребальные сооружения не характерны, однако под курганом в Кабардино-Балкарии найдено массивное, тщательно выполненное подкурганное сооружение, имеющее такой же каменный пол.
Восточнее каменные ящики характерны для андроновской и бегазы-дандыбаевской культур бронзового века, тасмолинской культуры сакского периода (I тыс. до н. э.).
На Кавказе, в Осетии, последние погребения в каменных ящиках относятся к XIX веку, в таких поздних погребениях находят инвентарь уже фабричного производства (сосуды с заупокойной пищей).